# フレドリク1世 (スウェーデン王)
フレドリク1世（スウェーデン語: Fredrik I, 1676年4月28日 - 1751年3月25日）は、スウェーデン王（在位：1720年 - 1751年）。1代限りのヘッセン王朝の国王となった。ヘッセン＝カッセル方伯としてはフリードリヒ1世（ドイツ語: Friedrich I.）。フレドリク1世の治世中、スウェーデンでは王権が制限され、貴族が国政を牛耳る状態だった。ヘッセン＝カッセルでは統治を弟ヴィルヘルムに任せた。

## 生涯

### 方伯世子

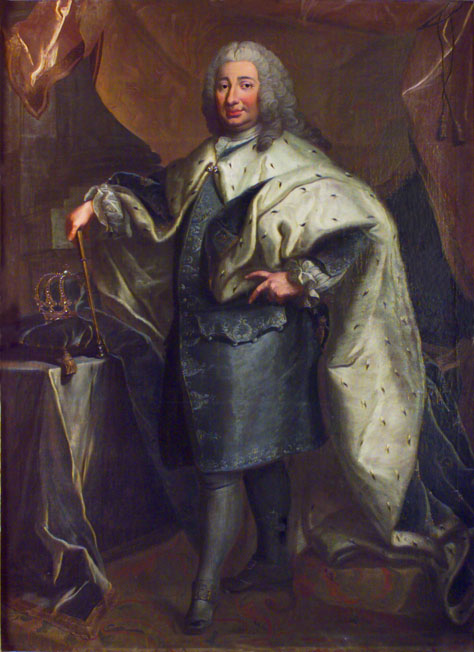
フレドリク1世

1676年4月28日、ヘッセン＝カッセル方伯カールとクールラント公ヤーコプ・ケトラーの娘マリー・アマーリエの三男として、カッセルで生まれた。長兄と次兄が早世したため、方伯世子として育てられ、フランス語、イタリア語、ラテン語、算数、絵画などの教育を受けた。1693年秋にネーデルラント連邦共和国（オランダ）に渡り、ユトレヒト大学に通った。その後、イングランド王ウィリアム3世率いる陸軍に入り、1696年に少将に任命された。大同盟戦争を戦う傍ら、スイス、イタリア、デンマーク、ブランデンブルクを旅した。戦後、1699年に父がイタリアへの旅行に出るとき、フリードリヒはヘッセン＝カッセルで留守を任された。
1700年5月31日にブランデンブルク選帝侯フリードリヒ3世の娘で従妹にあたるルイーゼと結婚した。2人は仲が良かったが、子宝に恵まれず、ルイーゼは1705年12月に死去した。結婚から1年もしないうちにスペイン継承戦争が勃発すると、フリードリヒはオランダとイングランドの資金援助を受けて、ヘッセン＝カッセル軍を率いて反仏同盟に味方し、ライン川流域、南ドイツ、北イタリアを転戦した。

### スウェーデン王女と結婚
1709年、父がフリードリヒの再婚相手としてスウェーデン王カール12世の妹ウルリカ・エレオノーラを検討していたが、スウェーデンが大北方戦争に忙殺されて交渉が進まなかった。交渉はヘッセン＝カッセルが軍勢6千の増援を約束したことでまとまり、1714年末にカール12世が妹の結婚に同意した。このとき、カール12世はオスマン帝国を離れて、攻撃を受けているスウェーデン領ポメラニアに向かっており、ヘッセン＝カッセルの増援は彼にとって貴重なものだった。その後、フリードリヒは1715年1月にスウェーデンに渡り、4月4日にウルリカ・エレオノーラと再婚した。カール12世はフリードリヒをスウェーデン本土における総指揮官に任命し、ロシアとデンマークによる本土侵攻の脅威への対処にあたらせた。
1718年12月11日にカール12世が戦死したとき、スウェーデン軍が疲弊しているうえに敵軍が侵攻を準備しており、国内では貴族が強大な王権に不満を持ち、さらに王位継承をめぐりホルシュタイン＝ゴットルプ公カール・フリードリヒが争う構えを見せた。これに対し、ホルシュタイン＝ゴットルプ公を支持するゲオルク・ハインリヒ・フォン・ゲルツ男爵を逮捕し、王位を継承したウルリカ・エレオノーラも王権の弱体化に同意し、身分制議会による選挙王制への移行にも同意したことで王位継承の問題が一旦解決された。大北方戦争も勝敗が決しており、講和条約が締結されて正式に終結した。

### スウェーデン国王
1720年にウルリカ・エレオノーラが退位すると、同年4月4日にルター派への改宗と身分制議会の権限強化という条件を飲み、推戴を受けてスウェーデン国王フレドリク1世となった。
フレドリク1世の治世は31年の長きにわたり、初期には宰相アルヴィド・ホルンの手腕もあり国力がある程度回復した。スウェーデン海軍は増強され、農業、貿易の発展に伴い歳入も増え、教育では王立科学アカデミーが設立された。しかし王権は制限され、庶民と有産階級による権利平等の要求も身分制議会に拒否されるなと、実質的には貴族が国政を牛耳る状態だった。国政は親ロシア派のメッソナ党と親フランス派のハッタナ党が権力を争い、権力を握った党派によって外交政策も変わった。
1730年に父の死によりヘッセン＝カッセル方伯となると、議会の許可を受けて1731年にヘッセン＝カッセルに渡り、統治権を弟ヴィルヘルムに委任したうえ、ハーナウ＝ミュンツェンベルクの継承権を放棄して弟に譲った。ハーナウ＝ミュンツェンベルクはその後、1736年にヘッセン＝カッセルに併合された。
1738年にホルンが親フランス派の攻撃を受けて失脚すると、スウェーデンは対露開戦に傾けていった。フレドリク1世は開戦に反対したが、1741年に開戦が決定されると、自ら軍を率いて戦うことを申し出て断られた。戦況はスウェーデンに不利だったが、同年11月にウルリカ・エレオノーラが死去しており、王位継承問題が再び浮上したため、ロシア女帝エリザヴェータが推すリューベック領主司教アドルフ・フリードリヒ・フォン・ホルシュタインを王位継承者とすることで和約が締結された。
1748年に卒中を起こし、1751年4月5日にストックホルムで死去した。スウェーデン王位はアドルフ・フリードリヒが、ヘッセン＝カッセル方伯位は弟ヴィルヘルムが継承した。

## 家族
1700年5月31日にブランデンブルク選帝侯フリードリヒ3世の娘で従妹にあたるルイーゼ（1705年12月没）と結婚した。1715年4月4日にスウェーデン王カール12世の妹ウルリカ・エレオノーラ（1741年11月没）と再婚した。

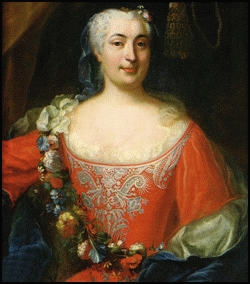
ヘドヴィグ・タウベ、マルティン・ファン・マイテンス画。

2度の結婚で子供をもうけなかったが、タウベ伯爵の娘ヘドヴィグを愛人とし、2男1女をもうけた。
- フレドリク・ヴィルヘルム（英語版）（1735年 – 1808年）
- カール・エドヴァルト（スウェーデン語版）（1737年 – 1769年）
- ヘドヴィグ・アマーリア（スウェーデン語版）（1744年 – 1752年）